# Kalman-filter

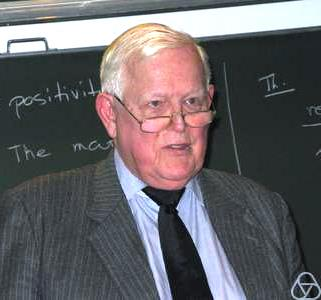
Rudolf Emil Kálmán, medebedenker en ontwikkelaar van het kalman-filter

Het kalman-filter is een rekenmethode waarmee getracht wordt storingen (ruis) in reeksen meet- of andere gegevens te reduceren. De rekenmethode is in 1960 ontwikkeld door de Hongaar Rudolf Emil Kálmán en wordt sindsdien op vele manieren toegepast. De werking is te vergelijken met de kleinste-kwadratenmethode, die gebruikt wordt om de beste lijn door een aantal punten te vinden, met als bijkomend groot voordeel dat niet alle waardes vooraf bekend hoeven te zijn. Het kalman-filter is daarom bijzonder geschikt om in real-time toegepast te worden, waarbij de uitkomst steeds de "best passende" benadering is.

## Werking
Voor de toepassing van het kalman-filter gaat men uit van een proces dat wiskundig gemodelleerd is. De uitkomst van het model voorspelt de te bepalen waarde op elk moment. De daadwerkelijke meting wordt met de voorspelde waarde verrekend tot een gewogen gemiddelde. Dit gemiddelde is de gefilterde waarde en wordt meteen ook gebruikt om het model aan te passen.
Als voorbeeld kunnen de snelheid, koers en positie van een voertuig gebruikt worden om een toekomstige positie te voorspellen. Als er op enig tijdstip een gps-meting van een nieuwe positie gedaan wordt, zal deze waarschijnlijk niet precies gelijk zijn aan de voorspelde positie. Met de weegfactor wordt dan een compromis-positie bepaald, waaruit ook weer een nieuwe snelheid en koers herleid worden. Deze nieuwe positie, koers en snelheid worden daarna gebruikt voor volgende voorspellingen. Als de gemeten waarde zwaar meetelt en de voorspelde waarde niet, dan levert dat een licht filter op, hoe zwaarder de modelwaarde meetelt hoe trager het filter reageert. 

## Toepassingen
- Navigatiesystemen gebruiken kalman-filters om uit de vele metingen, die allemaal een afwijking hebben, de meest waarschijnlijke positie of koers te bepalen.
- Metingen in de procesindustrie waar veel storende invloeden zijn, kunnen worden opgeschoond, waarna het proces ermee bijgestuurd kan worden.
- Een kalman-filter kan gebruikt worden om een trend te ontdekken in een schijnbaar willekeurig variërende beurskoers.
- Een methode voor het voorspellen van een weerbericht.